# 澳門政策研究所
澳門政策研究所於1998年3月成立，由來自澳門、香港及中國內地一些長期關心、研究港澳問題的人士發起組成，是澳門第一間有多名專職研究人員和輔助人員的公共政策研究機構和民間智庫。
作為非官方、非牟利的政策研究和決策諮詢機構，該研究所的主要職責是就澳門經濟、社會發展、政府管治等問題進行研究，向澳門特區政府提供政策建議和諮詢意見，這些建議和意見既注重全局性、戰略性、前瞻性，又著重對策性、操作性、可行性。

## 宗旨
- 熱愛澳門，以促進澳門社會穩定和經濟發展為宗旨；
- 支持「一國兩制」、「澳人治澳」、高度自治，擁護澳門《基本法》；
- 支持國家的統一大業，鼓勵澳門與國家共同發展、共同繁榮；
- 維護澳門特區政府的有效管治，尊重及維護澳門市民的個人權利和個體利益；
- 倡導決策科學化、民主化，並以獨立、客觀、理性的態度進行調查研究工作，向政府及澳門社會各界提出建設性的意見。

## 研究範疇
該研究所的研究範疇包括：研究澳門《基本法》在實施過程中出現的新問題，探討「一國兩制」理論的進一步發展；研究澳門與香港、台灣、中國內地、周邊地區及歐盟、葡語系國家的聯繫與合作；探討澳門特別行政區政府的有效管治、公共行政系統的改革和完善；研究澳門短、中、長期社會經濟發展策略；研究澳門的政治制度和政府運作；探討澳門文化產業的建立、博彩旅遊業的發展、人才的培養、環境的保護、社會福利政策的完善等，進一步研究澳門經濟的長遠及可持續發展，及研究澳門發展其它產業的可行性；研究、總結、推介澳門在投資環境、營商環境、工作環境和生活環境上的優勢。
以上研究項目的成果，除供澳門特首及特區政府相關部門參考外，部份研究報告也會輯印成書公開出版。

## 研究活動
澳門政策研究所除了就澳門過渡期事務、社會發展、政府管治等問題進行研究，向有關決策層提供對策建議和諮詢意見，還協助何厚鏵競選行政長官，及參與撰寫行政長官施政報告。
研究所也有在澳門、北京等地組織和主持了多次有關澳門問題的研討會、座談會。其中最有影響力一次，是1998年由澳門政策研究所發起，並聯合國務院發展研究中心、國家計委、北京大學、清華大學共同組成課題小組，就澳門特別行政區的中長期發展策略進行研究。課題小組曾在北京釣魚台國賓館等地舉辦了多次研討會及座談會，後完成多份研究報告交澳門特區政府及中央有關部門參考。為澳門的平穩過渡及回歸後的穩定發展，作出了獨特的貢獻。
研究所編寫的《澳門政策研究》，是澳門第一本政經雜誌，世界各地很多研究澳門問題的專家、學者均踴躍投稿。雜誌的理論水平、學術水準備受世界各地專家、學者稱譽。

## 出版刊物
研究所研究專著
- 《穩定與發展 — 對澳門問題的思考與建議》
- 《影響澳門穩定的若干因素分析及對策建議》
- 《刺激並帶動澳門經濟復甦的短期方案》
- 《澳門優勢（大型彩色圖文集）》
- 《澳門文化產業》

期刊
- 《澳門政策研究》
- 《澳門政策研究簡報》

研究所為港澳學者出版的專著
- 林昶《澳台關係縱橫談》
- 余振(編)《澳門回歸前後的問題與對策》

## 相關文獻
- 「澳門特首應該是怎樣的一個人？」座談會內容摘錄[永久]
- 澳門回歸的政治理念與未來特區政府的歷史使命[永久]
- 我們對澳門特首人選的十點意見[永久]
- 澳門精神
- 特區政府公共安全管理及其危機的預防
- 對澳門工潮、失業問題的十點看法和建議
- 對澳門特首2001年度施政報告的幾點建議

## 外部連結
- 澳門政策研究所